# Hajer Hayouni
Hajer Hayouni, née le 31 octobre 1982, est une escrimeuse tunisienne pratiquant l'épée. 

## Carrière
Elle est médaillée d'argent à l'épée individuelle féminine aux championnats d'Afrique 2004 à Tunis et médaillée d'or en épée par équipes aux Jeux africains de 2007 à Alger.

## Famille
Elle est la sœur de l'escrimeuse Meriem Hayouni.